# 巴阳镇
巴阳镇，是中华人民共和国重庆市云阳县下辖的一个乡镇级行政单位。

## 行政区划
巴阳镇下辖以下地区：
官塘村、双峰村、巴阳村、阳坪村、望丰村、永利村和天山村。